# Georg Krukenberg
Georg Peter Heinrich Krukenberg (* 16. Dezember 1856 in Halle; † 4. Dezember 1899 in Bonn) war ein deutscher Gynäkologe.

## Leben
Georg Krukenberg entstammte einer alten Gelehrtenfamilie, zu seinen Vorfahren zählten die  Mediziner Peter Krukenberg, Dietrich Georg Kieser und Johann Christian Reil.
Nach dem Studium in seiner Geburtsstadt Halle promovierte Krukenberg 1879 in Göttingen zum Dr. med. Ein Jahr später nahm er eine Stelle an der Universitätsklinik zu Bonn an, habilitierte sich als Erster Assistenzarzt dort drei Jahre später zum Privatdozenten für Gynäkologie und wurde 1894 zum Professor ernannt. Als Leiter einer gynäkologischen Privatklinik war er auch praktisch tätig. Krukenberg untersuchte den Einfluss von Bädern verschiedener Temperatur auf die Körperwärme, den Ursprung des Fruchtwassers, sowie die Nierenabscheidungen des Embryos. Außerdem schlug er Maßnahmen zur Vermeidung der angeborenen Bindehautentzündung der Säuglinge vor und legte seine Beobachtungen über Hysterie dar.
Georg Krukenberg war mit Elsbeth Krukenberg-Conze (1867–1954) verheiratet, einer Tochter des Berliner Archäologen Alexander Conze, die nach seinem frühen Tod als Frauenrechtlerin und Buchautorin hervortrat. Gemeinsam hatten sie drei Söhne: Gustav Krukenberg, Ernst Krukenberg,  Werner Krukenberg.
Der Bildhauer Arnold Kramer schuf für den Zentralfriedhof in Braunschweig das Krukenbergsche Grabdenkmal mit einem Marmorrelief des Arztes.